# Tombeaux des rois du Buganda à Kasubi
Les tombeaux des rois du Buganda à Kasubi sont situés sur des collines dans le district de Kampala en Ouganda.

## Description

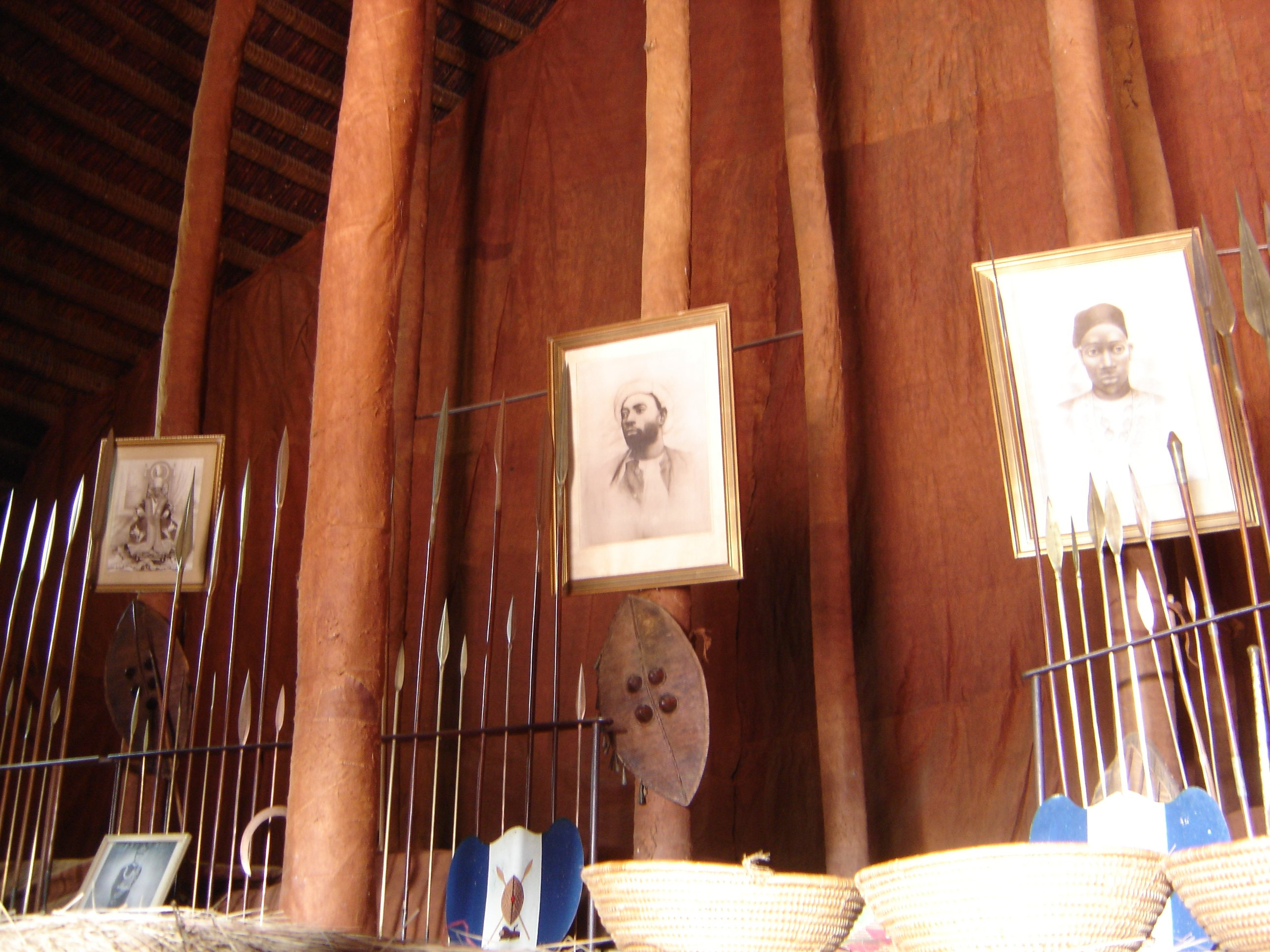
Hommage aux rois défunts

Quatre tombes royales sont dans le bâtiment appelé Muzibu Azaala Mpanga, de forme circulaire et couvert d’un dôme de chaume. Le site est considéré comme un pôle spirituel important pour les habitants de la région, attirant environ 30 000 visiteurs par an. Les tombes sont inscrites depuis 2001 sur la liste du patrimoine mondial de l’UNESCO. Elles sont considérées comme des vestiges exemplaires de l’architecture baganda.

## Tombes
Les tombeaux des rois du Buganda à Kasubi ont été construits en 1881. Également connus sous le nom de tombes de Ssekabaka, ce sont quatre tombes royales où sont enterrés les précédents Kabakas.
Les Kabakas enterrés sur le site sont : 
- Muteesa Ier (1835–1884) ;
- Mwanga II (1867–1903) ;
- Daudi Chwa II (1896–1939) ;
- Muteesa II (1924–1969).

## Sinistre de mars 2010

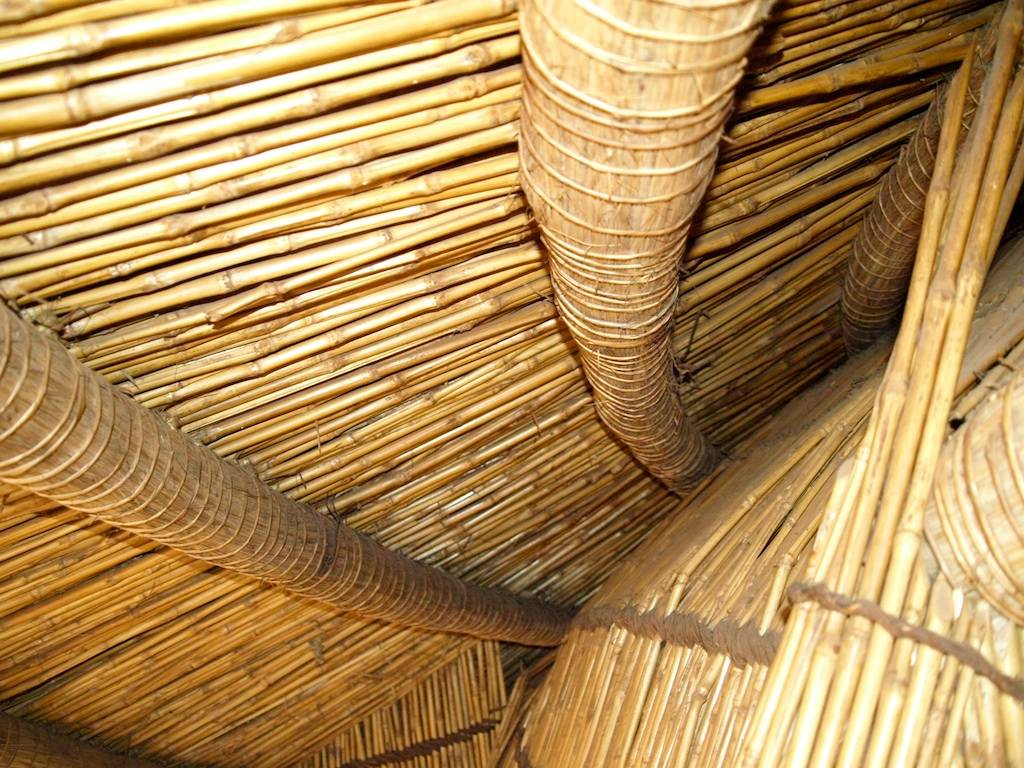
Vulnérabilité de la charpente

Le 16 mars 2010, le bâtiment principal a été presque complètement détruit par un incendie d'origine inconnue,, « très probablement criminel ». Le sinistre a soulevé la colère des partisans du roi Ronald Mutebi II – fils de Mutesa II – qui ont mis en cause le gouvernement et se sont heurtés aux forces de l'ordre. Trois personnes ont perdu la vie au cours d'une fusillade. Si des objets précieux, tels que des cadeaux reçus de la reine Victoria, ont été détruits, en revanche les dépouilles des quatre anciens rois qui étaient enterrés sous le mausolée n'ont pas été touchées.
Le 29 juillet 2010, l'UNESCO annonce, après l'avoir classé sur la liste du patrimoine mondial en péril, que le site sera reconstruit. Le 12 Septembre 2023 lors de la 45e session du Comité du patrimoine mondial le site quitte cette liste à la suite de travaux de restauration conduits par l’Ouganda et l’UNESCO.